# Florida Gators

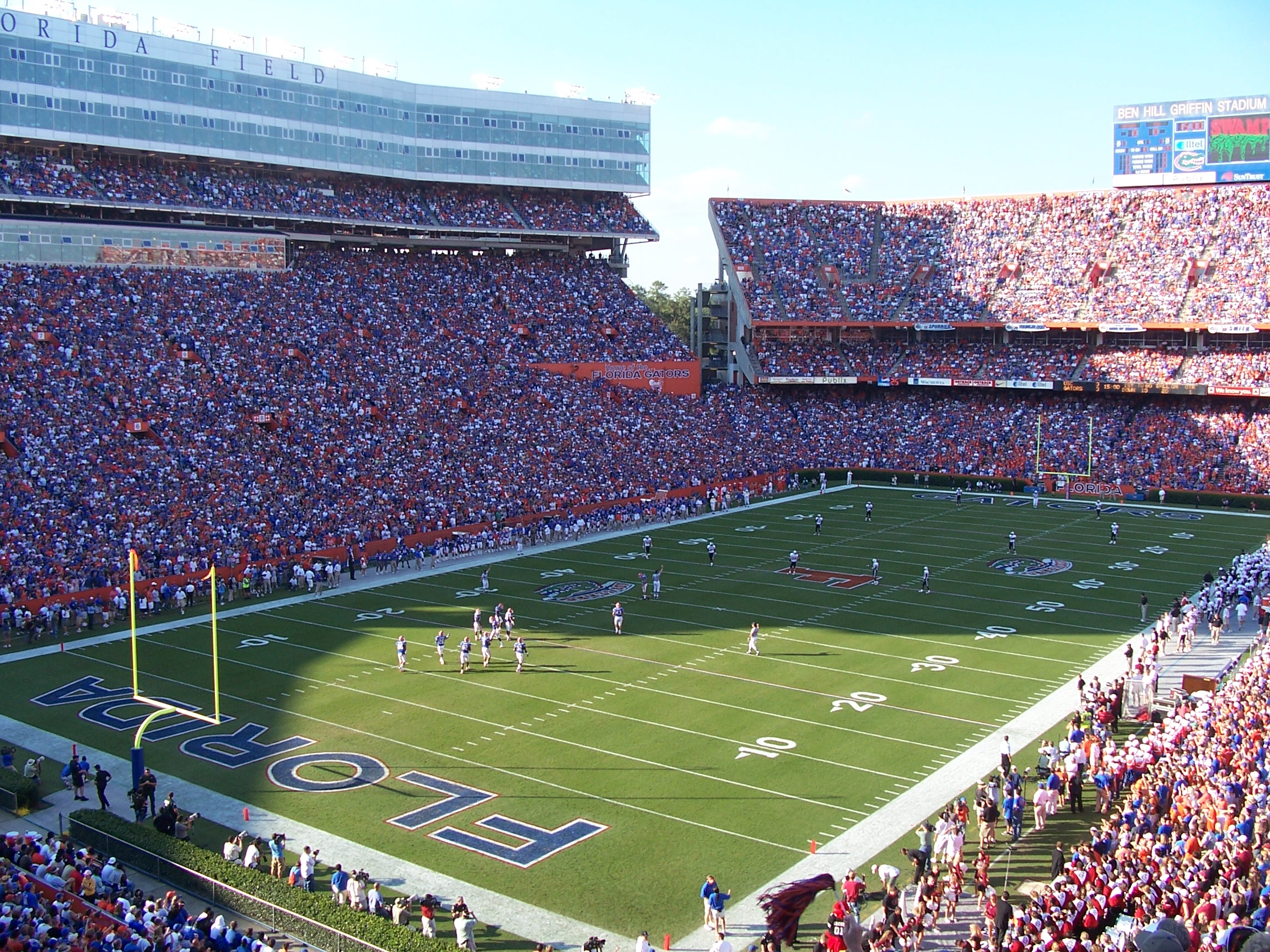
Ben Hill Griffin Stadium.

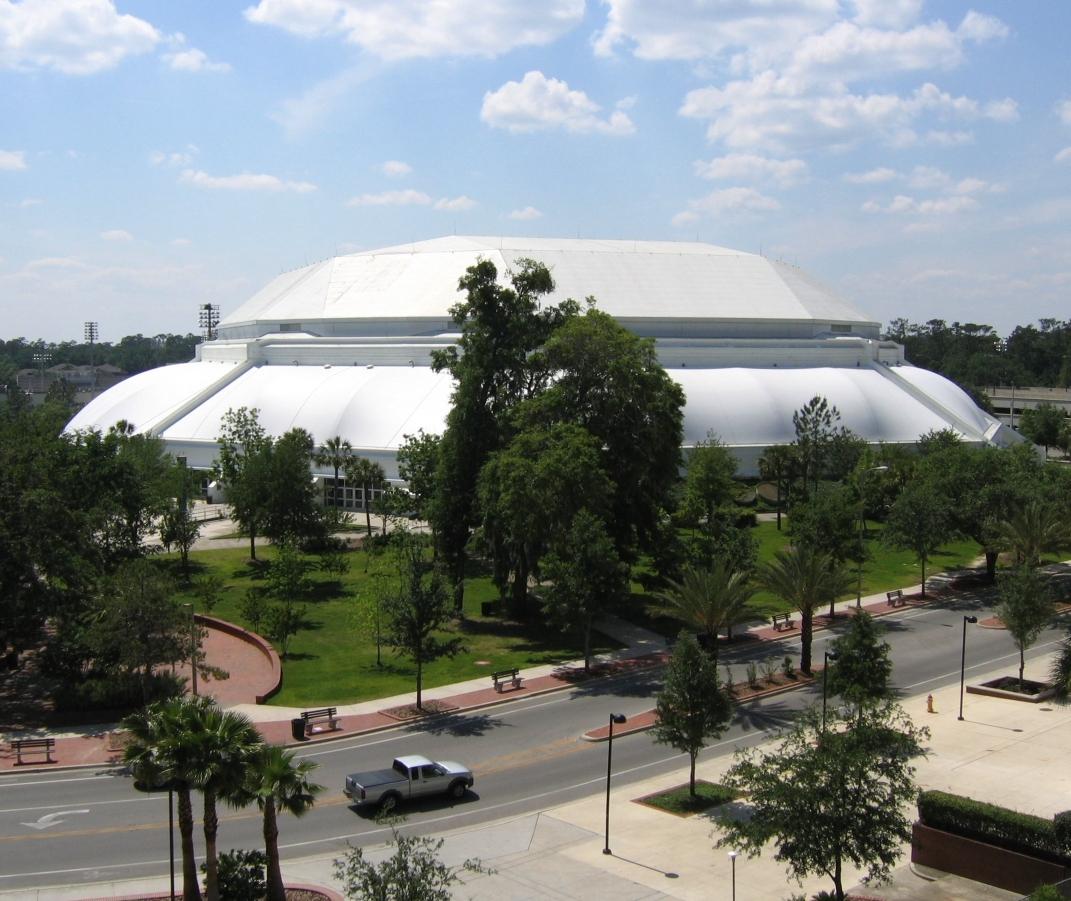
O'Connell Center.

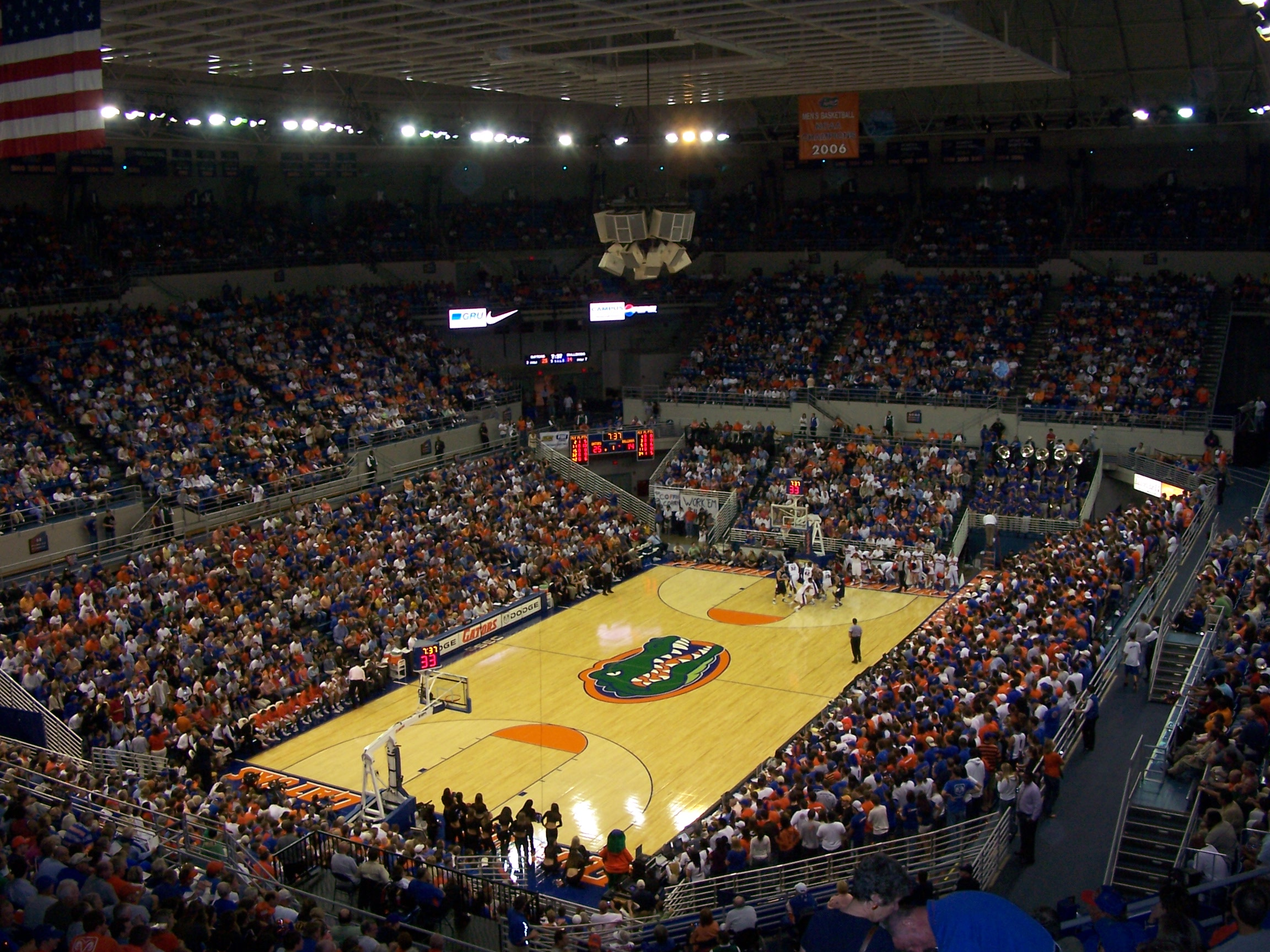
O'Connell Center.

Florida Gators (español: Aligátores de Florida) es el nombre de los equipos deportivos de la Universidad de Florida en Gainesville, Florida. Los equipos de los Gators participan en las competiciones universitarias organizadas por la NCAA, y forman parte de la Southeastern Conference. 
Los Gators son famosos por su equipo de fútbol americano, que ganó el título nacional en 1996, 2006 y 2008, y por su equipo de baloncesto masculino, que lo hizo en dos ocasiones consecutivas, en 2006 y 2007. El programa de baloncesto fue mediocre hasta mediados de los años 1990, alcanzado en 2000, liderados por Mike Miller, la Final Four.
El equipo femenino de fútbol también ganó un título, en 1998.
Baloncestistas del nivel de Mike Miller, Jason Williams, Udonis Haslem, David Lee, Al Horford, Corey Brewer, Chandler Parsons, Bradley Beal y Joakim Noah, han sido alumnos de la Universidad de Florida, además del nadador Ryan Lochte Campeón Olímpico 2004 y 2008, y el nadador español Martín López-Zubero.

## Palmarés
Campeonatos nacionales:
- Atletismo masculino: 2012, 2013, 2016, 2017
- Atletismo cubierta femenino: 1992
- Atletismo cubierta masculino: 2010, 2011, 2012, 2018
- Baloncesto masculino: 2006, 2007
- Béisbol: 2017
- Fútbol femenino  1998
- Fútbol americano: 1996, 2006, 2008
- Gimnasia: 1982 (AIAW), 2013, 2014, 2015
- Golf masculino: 1968, 1973, 1993, 2001
- Golf femenino: 1985, 1986
- Natación masculino: 1983, 1984
- Natación femenino: 1979 (AIAW), 1982, 2010
- Tenis femenino: 1992, 1996, 1998, 2003, 2011, 2012, 2017
- Tenis femenino (indoor): 1988, 1991, 1992, 1996, 1997, 1999

## Equipos
Los Gators tienen los siguientes equipos oficiales:
| - Masculino - Baloncesto - Cross - Golf - Atletismo - Atletismo en pista cubierta - Natación y saltos - Tenis - Béisbol - Fútbol americano | - Femenino - Baloncesto - Cross - Golf - Atletismo - Atletismo en pista cubierta - Natación y saltos - Tenis - Softball - Fútbol - Gimnasia - Voleibol - Lacrosse |

## Baloncesto
Los Gators formaron un equipo de baloncesto masculino por primera vez en 1915, aunque comenzaron a destacarse a fines de la década de 1980. Obtuvieron tres campeonatos nacionales de la NCAA en 2006, 2007, y 2025, así como un subcampeonato en 2000, cinco apariciones en el Final Four y ocho apariciones en cuartos de final. También fueron campeones de conferencia de la temporada regular en siete temporadas y ganadores del torneo de conferencia en cuatro temporadas.
Un total de 25 jugadores de los Gators han llegado a la NBA, entre ellos los campeones Vernon Maxwell, Mike Miller, Jason Williams, Udonis Haslem y Matt Bonner, así como David Lee, Joakim Noah y Al Horford.
El "Stephen C. O'Connell Center" es catalogado como el estadio más ruidoso de la NCAA debido a la fanaticada apodada "Rowdy Reptiles", quienes durante toda y cada posesión rival se mantienen gritando y golpeando el suelo no dejando escuchar las indicaciones. Se le conoce como el "O'Dome" y apodado como el "House of Horrors".

## Fútbol americano

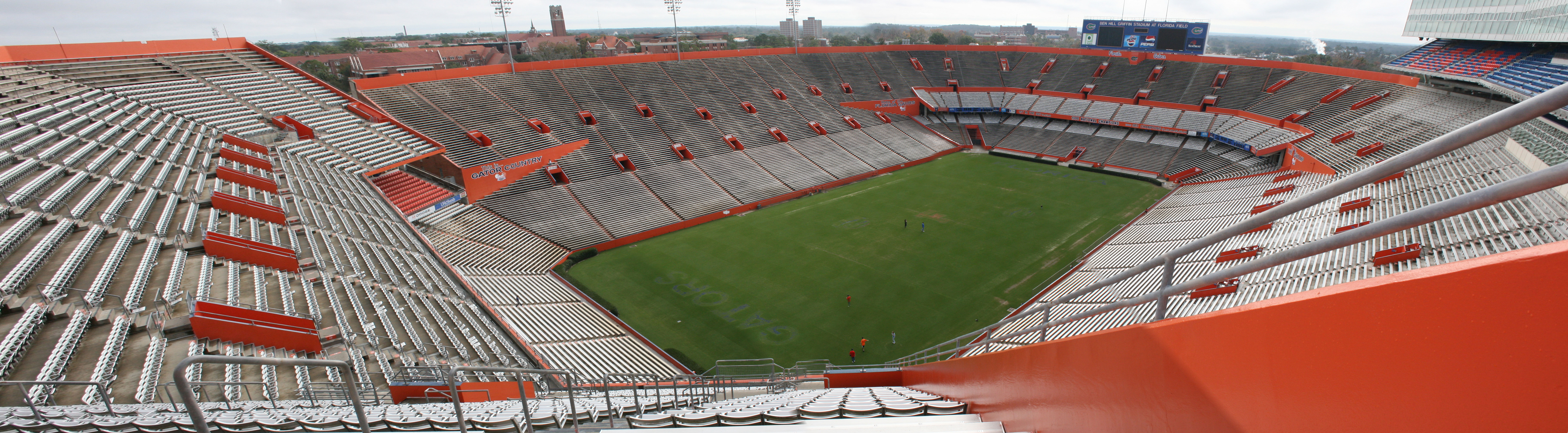
Futbol Americano

El equipo se creó en 1906. Es, sin duda, el deporte que más éxitos ha dado a UF, con 3 títulos de la NCAA y 8 títulos de conferencia. Además, tres de sus jugadores han conseguido el prestigioso Trofeo Heisman: Steve Spurrier (luego fue entrenador en jefe), Danny Wuerffel y Tim Tebow (primer jugador de segundo año en conseguirlo). Han disputado 35 bowls.
El Estadio es conocido como "The Swamp" (el pantano) sobrenombre dado por el entrenador Spurrier bajo el lema "Solo los Gators salen vivos de él", es considerado como uno -sino el más- de los estadios más complicados para jugar para los rivales. A la afición se le conoce como "The Swamp Things" (las cosas del pantano).

## Béisbol
Creado en 1912, además de 5 apariciones en las Men's College World Series. 7 jugadores de esta universidad están jugando actualmente en la MLB.

## Curiosidades
La bebida para deportistas Gatorade, se debe al nombre de este equipo porque, en un principio, fue creada para que rindieran más los jugadores, a los que se les conoció como el "Equipo de la Segunda Mitad" por el consumo de la bebida en el entretiempo. El nombre proviene de Gator-Aid (ayuda a los Gators). Desarrollado por científicos de la universidad liderados por el fallecido Robert Cade.